# Lobatostoma pacificum
Lobatostoma pacificum är en plattmaskart som beskrevs av Harold Winfred Manter 1940. Lobatostoma pacificum ingår i släktet Lobatostoma och familjen Aspidogastridae. Inga underarter finns listade i Catalogue of Life.